# جون والتون (لاعب كرة قدم أمريكية)
جون والتون (بالإنجليزية: John Walton)‏ هو لاعب كرة قدم أمريكية أمريكي، ولد في 4 أكتوبر 1947 في إليزابيث سيتي في الولايات المتحدة.

## وصلات خارجية
- جون والتون على موقع مرجع كرة القدم المحترفة.كوم (الإنجليزية)